# Stary Dybów
Stary Dybów – wieś w Polsce położona w województwie mazowieckim, w powiecie wołomińskim, w gminie Radzymin. Ma status sołectwa.
Wieś leży przy drodze ekspresowej S8 (obwodnica Radzymina).
| SIMC    | Nazwa   | Rodzaj    |
| ------- | ------- | --------- |
| 0007887 | Folwark | część wsi |
| 0007870 | Górki   | część wsi |

W latach 1975–1998 miejscowość administracyjnie należała do województwa warszawskiego.